# Wolfershausen (Adelsgeschlecht)
Die Herren von Wolfershausen waren ein im 13. Jahrhundert erblühendes niederadeliges Geschlecht in Niederhessen, das 1454 im Mannesstamm ausstarb. Ihr Sitz war anfangs in Wolfershausen, heute Stadtteil von Felsberg im Schwalm-Eder-Kreis in Nordhessen. Sie waren ein Zweig der Herren von Rengshausen, einem Dorf bei Homberg (Efze) und heutigen Ortsteil der Gemeinde Knüllwald im Schwalm-Eder-Kreis.

## Ursprung
Hermann von Rengoldehusen war, wahrscheinlich im Jahre 1219 oder bald danach, als Nachfolger Alberts V. von Schauenburg, vom Erzstift Mainz mit dem mehrere Zenten umfassenden Obergericht „Ditmelle“ bei Kassel belehnt worden, wurde aber schon bald – spätestens 1225 – von dem Ludowinger Landgrafen Heinrich Raspe IV., der das Lehnsrecht für sich beanspruchte, aus diesem Amt verdrängt und dort durch den Kasseler Schultheißen ersetzt. Er ging nach Wolfershausen, wo er als Mainzer Lehnsmann das Gericht Wolfershausen erhielt und den Zehnten an das St. Petri-Stift im mainzischen Fritzlar ablieferte. In Wolfershausen bezog er die kleine Burg Wolfershausen, die er entweder bereits vorfand oder selbst errichtete. Sein Bruder Wiederhold blieb in Rengshausen und dessen Nachkommen behielten den Geschlechtsnamen von Rengshausen bei.

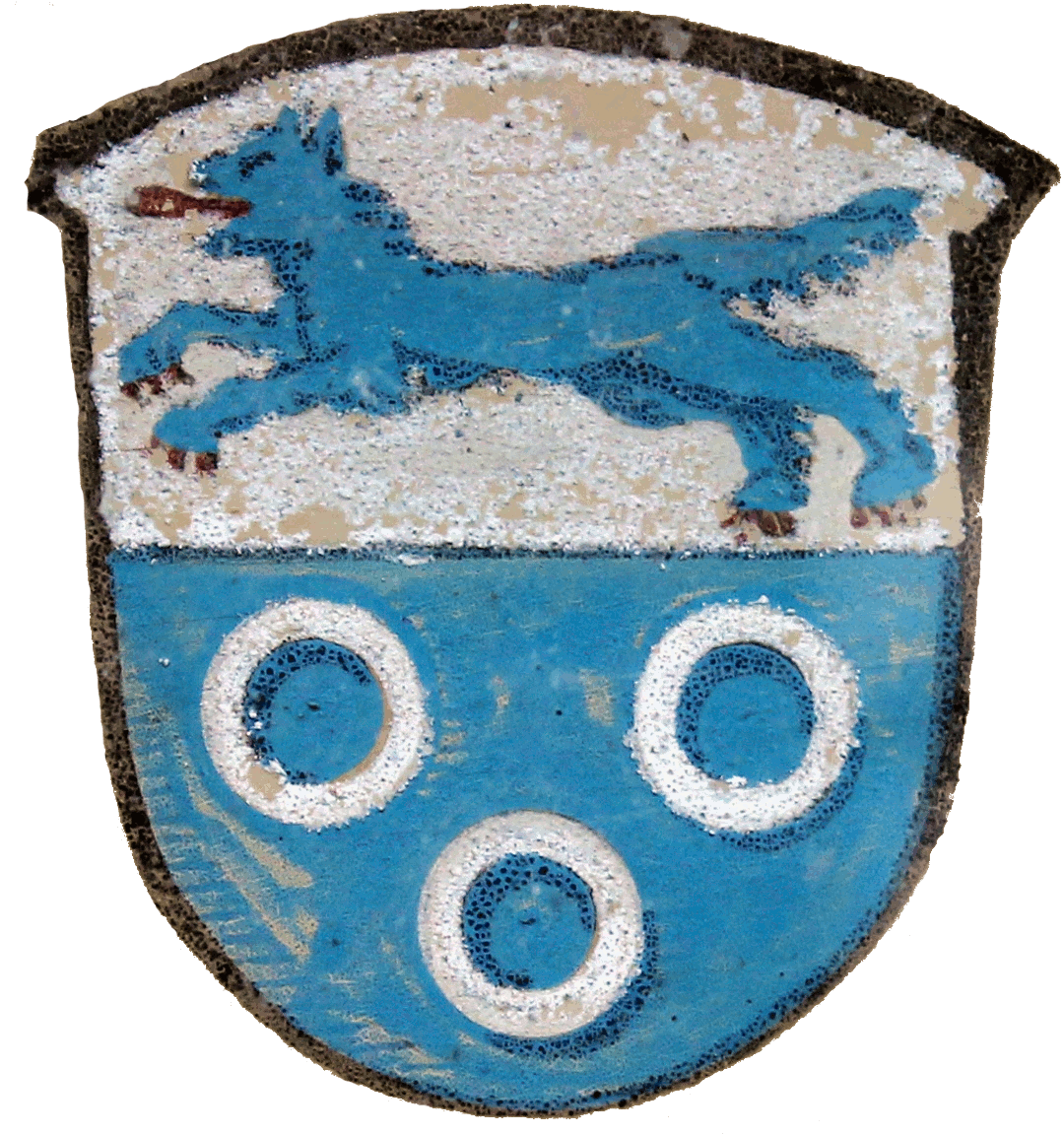
Wappen derer von Wolfershausen

Hermanns Söhne Hermann d. J. und Heinrich nannten sich noch bis 1275 teils nach dem alten, teils nach ihrem neuen Wohnsitz, ab 1275 aber nur noch „von Wolfershausen“ bzw. „von Wulfeshusen“. Ihr im Jahre 1259 erstmals gezeigtes Wappen zeigt oben einen nach (heraldisch) rechts laufenden Wolf und im unteren Feld drei Ringe, die Herkunft der Familie aus Rengshausen symbolisierend. Ein dritter namentlich bekannter Bruder war Widerold (Wederoldus), Kanoniker am St. Petri-Stift in Fritzlar, wo er von 1247 bis 1274 bekundet ist.

## Turbulentes 13. Jahrhundert
Hermanns Söhne Hermann d. J. und Heinrich gaben ihren Anspruch auf das Gericht Ditmelle nicht auf und verfolgten eine Schaukelpolitik zwischen dem Erzstift einerseits und den Landgrafen andererseits, um diesen Anspruch zu verwirklichen, was aber letztlich zur totalen Zerstörung ihrer Burg führte.
Nachdem Heinrich Raspes IV. jüngerer Bruder, Konrad von Thüringen, der die hessischen Besitzungen der Ludowinger verwaltete, 1232 auf seinem Feldzug gegen Fritzlar die nur sechs Kilometer von Wolfershausen entfernte mainzische Heiligenburg bei Gensungen belagert und beschädigt hatte, beauftragte Erzbischof Siegfried III. die beiden Brüder, die wohl auch Burgmannen auf der Heiligenburg waren, mit deren Wiederherstellung. Noch während sie damit beschäftigt waren, wechselten sie auf die Seite des Landgrafen, vermutlich weil sie hofften, dass sie so das Gericht Ditmelle wieder erlangen könnten. Der erzürnte Erzbischof überzog sie daraufhin mit einer Fehde, in der sie und ihre Hintersassen schweren Schaden erlitten.
Als dann der letzte Ludowinger Landgraf, Heinrich Raspe IV., im Februar 1247 plötzlich ohne Nachkommen verstarb, bemühten sich die Brüder umgehend um einen Ausgleich mit dem Erzstift. Das kam Erzbischof Siegfried sehr gelegen, da er in seiner nun folgenden Auseinandersetzung um das hessische Erbe der Ludowinger mit der Herzogin Sophie von Brabant und deren jungem Sohn Heinrich dem Kind in dieser Gegend ansässige Vasallen gut brauchen konnte. Schon am 26. März 1247 erklärten die beiden in Fritzlar, sie seien bereits zu Lebzeiten ihres Vaters wegen der Beraubung von Gerichten durch den Landgrafen Ministeriale des Erzbischofs geworden. Dieser gab ihnen daraufhin das Gericht Ditmelle und die dazugehörigen Zentgerichte – die er nach dem Aussterben der Ludowinger als heimgefallen betrachtete – teils nach Lehnsrecht, teils als Pfand. Zusätzlich versprach er ihnen 200 Mark als Entschädigung für den ihnen beim Wiederaufbau der Heiligenburg durch seine Truppen angerichteten Schaden sowie 80 Mark als Burglohn für ihren Dienst auf der Heiligenburg und 20 Mark für den Kauf der zum Burgsitz notwendigen Hufen; dazu verpfändete er den beiden seine zu 250 Mark veranschlagten Zehnten in Kassel und Volthagen und leistete für die restlichen 50 Mark Bürgschaft. Im Gegenzug verpflichteten sich die beiden Brüder zu einer jährlichen Zahlung von 8 Mark aus ihrem Eigenbesitz und leisteten wegen der Burghut einen Treueid.
Dennoch schlossen sie sich später – der genaue Zeitpunkt dieses erneuten Seitenwechsels ist nicht ganz klar – der Herzogin Sophie von Brabant und deren Sohn Heinrich I. an, die nach Heinrich Raspes Tod Anspruch auf das Erbe der Ludowinger in Hessen und Thüringen erhoben und darüber jahrelang in erbittertem Streit mit den Wettinern und dem Erzstift Mainz lagen. Noch im Jahre 1270 hatten sie einen mainzischen Burgsitz auf der Heiligenburg, 1272 waren sie in friedlicher Absicht in Fritzlar, und im Frühjahr 1273 verteidigten sie die Heiligenburg bis zu deren völliger Zerstörung gegen einen Angriff landgräflicher Truppen. Bereits im Sommer 1273 befanden sie sich dann jedoch in einer grimmigen Fehde mit der Stadt und dem St. Petri-Stift Fritzlar, denen sie mit Raubzügen, Plünderungen und Verwüstungen in deren Gebieten schweren Schaden zufügten. Daraufhin schickte die Stadt noch im Spätsommer oder Herbst des Jahres 1273 ein bewaffnetes Aufgebot nach Wolfershausen, das die Burg der Ritter so vollständig zerstörte, dass ihnen ein Wiederaufbau nicht mehr lohnend erschien. Das St. Petri-Stift war an dieser Strafaktion offensichtlich nicht direkt beteiligt, was daraus zu folgern ist, dass die Stadt dem Stift im Dezember 1273 eine Kostenrechnung für den Strafzug und eine entsprechende Zahlungsaufforderung zukommen ließ, dann aber 1274 auf die Erstattung dieser Kosten verzichtete. Im Jahre 1292 werden in einer Besitzüberlassungsurkunde des Hermann von Wolfershausen nur noch zwei Höfe erwähnt, die sich an der Stelle der einstigen Burg und deren Vorburg (“preurbium”) befanden; Teile der Mauer des alten Kirchhofes um die in der Folge im Dorf erbaute Wehrkirche stammen möglicherweise noch von der einstigen Burg. Im April 1275 kam es dann zu einer Einigung derer von Wolfershausen mit dem Petri-Stift hinsichtlich einer Mühle bei Obervorschütz, die möglicherweise der Anlass der Fehde gewesen war. Die von Wolfershausen waren und blieben nunmehr Vasallen der hessischen Landgrafen.

## Weitere Geschichte
Mit einer Ausnahme, der von Wolf von Wolfershausen in der ersten Hälfte des 15. Jahrhunderts, spielten die Herren von Wolfershausen in der Folgezeit keine herausragende Rolle mehr in der Geschichte Niederhessens. Sie erscheinen in Urkunden nahezu ausschließlich als Zeugen oder Bürgen bei Besitzübertragungen oder Einkünftebestätigungen, gelegentlich auch als Mitglieder von Schiedsgerichten. Zwischen 1247 und 1294 finden sich Hermann, sein Bruder Widerold (Stiftsherr zu Fritzlar), Arnold und Heinrich so mindestens drei Dutzend Mal in derartiger Funktion urkundlich erwähnt, gelegentlich auch gemeinsam mit ihren Vettern zu Rengshausen. Wesentlich seltener erscheinen sie selbst als Parteien in Besitz- oder Besitzwechselurkunden.
1260 bekundete Graf Gottfried III. von Reichenbach, dass er die Hufe in Büchenwerra, die Hermann von Wolfershausen von ihm zu Lehen getragen und ihm resigniert hatte, dem Kloster Breitenau eigentümlich übergeben habe und dass Hermann von Wolfershausen eine Hufe in „Vylmar“ (Ober- oder Niedervellmar) gegen eine andere Hufe in Büchenwerra übertragen bekomme. 1274 übereignete der Fritzlarer Stiftsherr Widerold von Wolfershausen dem Kloster Haina zu seinem und seiner Vorfahren Seelenheil zwei von ihm ererbte Hufen in Oberndorf. 1290 verkauften Hermann von Wolfershausen d. J. und seine Frau Elisabeth dem Kloster Bubenbach ihre Güter in Rautenhausen. 1291 verkaufte Hermann von Wolfershausen der Deutschordensballei Hessen in Marburg eine halbe Manse zu Bergheim. Im folgenden Jahr verkaufte er dem Kloster Haina einen jährlichen Zins aus Gütern zu Udenborn und übereignete dem Kloster gleichzeitig einen weiteren Zins von zwei Hühnern und 40 Eiern. 1294 war Hermann von Wolfershausen einer der Zeugen auf einer Urkunde des Landgrafen Heinrich I. bei dessen Kauf eines Teils der Burg Schartenberg. Im Jahre 1307 verkaufte Heinrich von Wolfershausen dem Abt Sigfried von Breitenau eine jährliche Rente.
Spätestens ab 1323, als Hermanns Sohn Heinrich mit den anderen Burgmannen Urkunden des Melsunger Bürgermeisters bezeugte, (und bis 1454) waren die von Wolfershausen dann landgräfliche Burgmannen in Melsungen. Auch im Jahre 1332 war Heinrich einer der Burgmannen, die Urkunden des Melsunger Bürgermeisters bezeugten. Im Jahre 1335 verkauften Heinrich und seine Ehefrau ihren Hof und das Gericht in Emserberg, das die von Wolfershausen im Jahre 1304 durch Heirat erworben hatten, an den Ritter Konrad Wackermaul und dessen Frau Gertrud. 1340 übertrugen Heinrich von Wolfershausen und seine Ehefrau Güter an das Kloster Breitenau, da ihr Sohn Johannes im Kloster als Schüler aufgenommen wurde.
1358 wurde Hermann von Wolfershausen, vermutlich Heinrichs Sohn, mit Melsunger Burgmannen und Bürgern in einer Urkunde erwähnt. Er war u. a. in Obermelsungen und Körle begütert, in Körle gemeinsam mit seinem Bruder oder Vetter Tyle von Wolfershausen. Auch 1375 war er noch Melsunger Burgmann. 1376 erhielt er als hessisches Lehen ein Viertel des Gerichts Rengshausen, dessen Besitz zu diesem Zeitpunkt bereits erheblich zersplittert war, und kurz nach 1376 hielt er auch ein Drittel des Gerichts Quentel von Landgraf Hermann II. zu Lehen. Henne (Hans, Johann) von Wolfershausen, 1384/1394 als landgräflicher Amtmann zu Spangenberg erwähnt, war 1384 Gefolgsmann des Landgrafen Hermann II. in dessen Fehde mit Herzog Otto I. von Braunschweig-Göttingen. 1389 wird er als Johann von Wolfershausen bezeichnet, 1394 finden Hans und Wolff von Wolffirshusen Erwähnung als Gefolgsleute des Landgrafen Hermann II. in dessen Fehde mit Ernst IX. von Uslar, und 1395 erwarb Hans ein Achtel des Melsunger Zehnten von Eckhard von Hundelshausen.

## Wolf von Wolfershausen
Im 15. Jahrhundert finden sich insbesondere in den Regesten der hessischen Landgrafen zahlreiche Erwähnungen von Wolf von Wolfershausen, wobei es sich – angesichts der langen Zeitspanne von 1398 bis 1455 – wahrscheinlich um Vater und Sohn gleichen Namens handelt. Im März 1398 verkauften Wolf und sein Bruder Hans ihr ererbtes Sechstel des Gerichts Rengshausen an Landgraf Hermann II. Im Jahre 1401 unterstützte Wolf den Landgrafen in dessen Fehde mit Kurmainz, und im gleichen Jahr verkaufte er dem Landgrafen seinen Anteil an dem Dorf Quentel. 1408 verkauften er und seine Frau Gertrud den Melsunger Kalandsbrüdern Einkünfte aus einer Kirschwiese zwischen Dagobertshausen und Niederbeisheim. Im Januar 1409 war er einer der Bürgen für die Zahlung des Brautschatzes der Landgrafentochter Margarete an Herzog Heinrich I. von Braunschweig-Lüneburg, und 1413 wurde er erneut als Heimlicher Rat und Bürge des Landgrafen Hermann II. erwähnt.
Als Landgraf Hermann II. 1413 starb, war sein Sohn Ludwig I. erst 11 Jahre alt. Da Ludwigs Mutter Margarete von Nürnberg bereits 1406 verstorben war, übernahm ein fünfköpfiger Regentschaftsrat die Regierungsgeschäfte bis zur persönlichen Belehnung Ludwigs durch König Sigismund am 27. Mai 1417 in Konstanz. Wolf von Wolfershausen, zuvor bereits Hofmeister des jungen Erbprinzen und Landrichter, war eines der fünf Mitglieder dieses Gremiums. Auch 1414 und 1415 wurde er noch als Hofmeister bezeichnet. 1415/16 Auch nach der Volljährigkeit Ludwigs I. im Jahr 1416 und dessen Belehnung durch König Sigismund war Wolf von Wolfershausen noch mindestens bis 1428 fürstlicher Rat.
Am 15. Juni 1414 war er Bürge des Landgrafen für eine Schuld von 2000 Gulden gegenüber Simon von Wallenstein und dessen Söhnen Albrecht und Kurt. Wenige Tage später, am 24. Juni 1414, bekundete Landgraf Ludwig I., dass sein Vater und nun er selbst den Heimlichen Rat Wolf von Wolfershausen mit einer Anzahl von Äckern, Wiesen, Gärten und Zehnteinkünften in der Umgebung von Melsungen belehnt hätten, die mit dem Aussterben derer von Schlutwinsdorf heimgefallen waren; gleichzeitig bekundete er, dass er Wolf von Wolfershausen auch dessen ererbte Lehen von 3/16 des Gerichts Rengshausen, einem Viertel von Quentel, Zehnteinkünften zu Obermelsungen, vier Hufen Land zu Altenritte und Elgershausen, dem Marktrecht (d. h. den Einkünften vom Jahrmarkt zu Melsungen als Teil des Burglehens) sowie dem Haus und der Hofstatt in Melsungen, die er zu diesem Zeitpunkt bewohnte, bestätigt habe. Am 22. August 1414 war Wolf von Wolfershausen einer der landgräflichen Räte, die einen Streit um die Zahlung des Zehnten zwischen dem Breitenauer Konvent und dessen Abt Heinrich von Wolfershausen, Wolfs engem Verwandten, einerseits und den Einwohnern von Dörnhagen andererseits zugunsten des Klosters entschieden. Im April 1415 war er, als Marschall und Hofmeister des Landgrafen, einer der Aussteller der Urkunde, in der Hermann von Schlutwirsdorf, Abt des Klosters Breitenau, und der dortige Konvent ihr Vermögen, Einkünfte und verschiedene Rechten und Pflichten gegeneinander abgrenzten und sich dabei auf ältere Vereinbarungen, getroffen unter den Breitenauer Äbten Johann von Wolfershausen, Hermann von Gilsa und Heinrich von Wolfershausen bezogen. Im September 1416 schenkten Wolf von Wolfershausen und seine Ehefrau Gertrud als Seelenheilsstiftung dem Konvent des Klosters Breitenau jährliche Einkünfte aus ihren Gütern in Obermelsungen, Rockenhausen und Großenritte. Im Jahre 1419 kaufte Wolf ein Vorwerk zu Mühlbach sowie pfandweise ein Achtel von Quentel von Gottfried von Wallenstein. 1417 diente Wolf dem Landgrafen erneut als Bürge.

## Erlöschen des Geschlechts

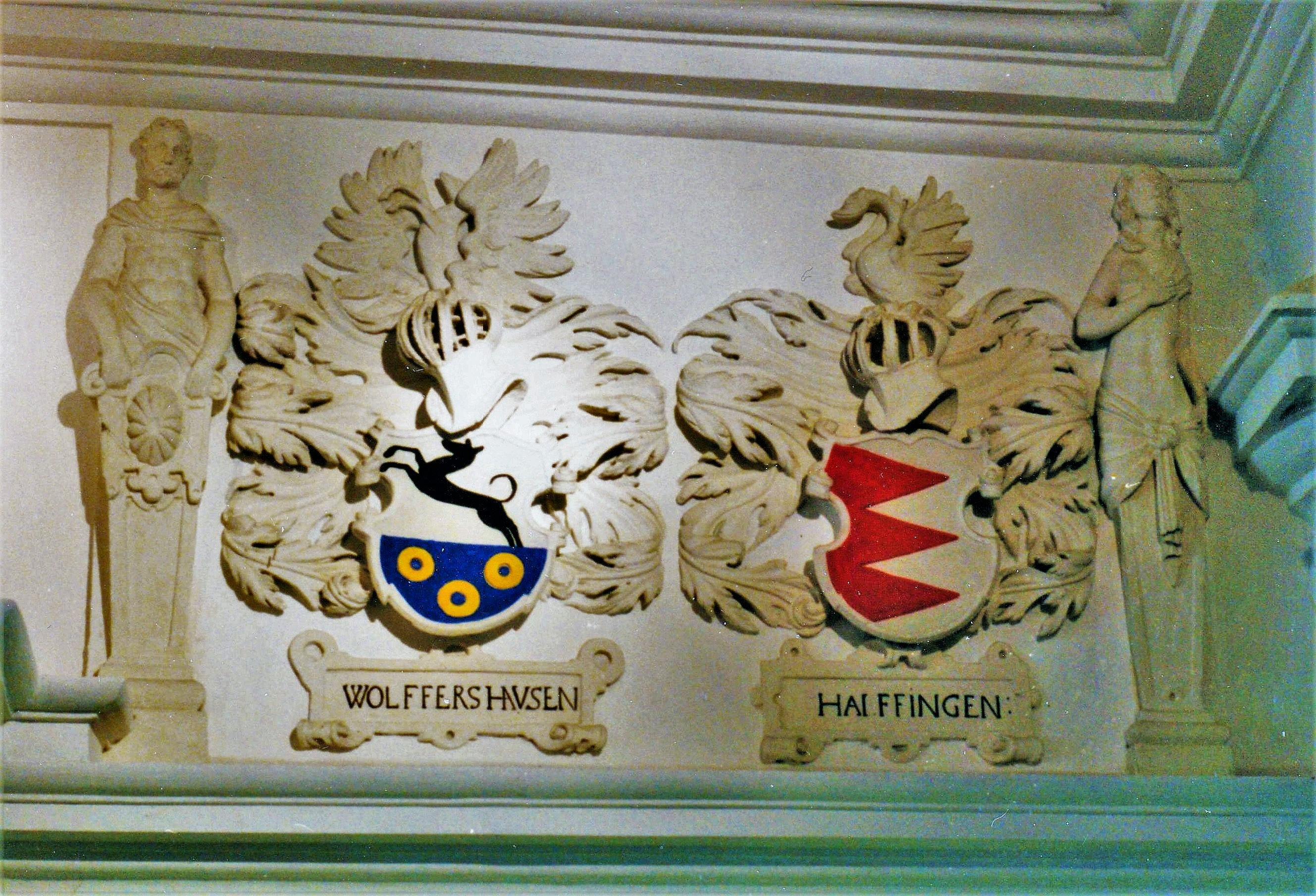
Teil des Wappenfrieses im Schloss Grumbach in Unterfranken mit dem Wappen derer von Wolfershausen

Danach findet sich eine längere Pause in den landgräflichen Regesten, bis im Jahre 1428 wieder ein Wolf von Wolfrshusen als Rat des Landgrafen und 1432 ein Wolff von Wolfirshusen erscheinen, was wohl darauf hindeutet, dass es sich nun um den Sohn handelt. Er war Hofmeister des Landgrafen Ludwig I. und spätestens ab 1434 landgräflicher Amtmann im Amt Homberg und der letzte männliche Spross seines Geschlechts.
1429 erließen Wolf von Wolfershausen, seine Frau Gertrud und seine Tochter Margarethe, ihres, ihrer Eltern und ihrer Erben Seelenheils wegen, dem Kloster Hasungen die ihnen jährlich zu liefernden Paar Botschuhe und 5 Schilling hessischer Pfennige. Im Mai 1430 war er Mitglied und Sprecher eines in Homberg tagenden Schiedsgerichts, das eine Einigung zwischen dem Abt Johann Rotzmul des Stifts Spieskappel und den Richtern der Zent Homberg über die Gotteslehen des Stifts herbeiführte, im März 1433 zweier Schiedsgerichte, die Streit zwischen dem Kloster Haydau und der Gemeinde Neumorschen wegen dem Landgrafen zu leistender Dienste und wegen Schosszahlungen entschieden. 1434 siegelte er einen Vergleich zwischen dem Chorherrenstift und dem Chorfrauenstift in Spieskappel über Seelgerätstiftungen. Im Juni 1435 leitete er ein Schiedsgericht, das einen Streit um das Vorwerk in Kerstenhausen beilegte, und im November desselben Jahres siegelte er eine Güterübertragung der Eheleute Mosheim an den Landgrafen. Im Jahre 1444 wird er als einer von vier Stiftsmannen des Damenstifts Kaufungen genannt, die gegenseitige Schuldforderungen der Äbtissin Elisabeth von Waldeck und von sechs Kanonikern der Stiftskirche zu Kaufungen entscheiden sollten. 1448 siegelte er eine Eigentumsverpfändung in Melsungen, 1449 bezeugte er eine Schenkung an die Kartause Eppenberg. und 1452 bezeugte er eine zu Brunslar stattgefundene Gerichtsverhandlung zwischen dem Kloster Breitenau und dem Pfarrer von Neuenbrunslar.
Im April 1453 resignierte er, wohl aus Altersgründen und da sein einziger Sohn Heinrich bereits verstorben war, dem neuen Hersfelder Abt Ludwig III. Vitzthum von Eckstädt sein von der Abtei Hersfeld gehaltenes Kirchenlehen in Obermelsungen mitsamt dem Vorwerk in Rengshausen.
Er starb im Jahre 1454. Aus seiner Ehe mit Gertrud von Göswein überlebten ihn die beiden Töchter Elisabeth, verheiratet mit Curt I. Treusch von Buttlar zu Brandenfels (1432–1456), und Margarethe, verheiratet mit Rabe IV. von Boyneburg-Hohenstein. Bei Wolfs Tod erbten seine Töchter seine Allodien und geistlichen Lehen; die landgräflich-hessischen Lehen gab Landgraf Ludwig I. an den Schwiegersohn Rabe IV. von Boyneburg-Hohenstein, der sie an die Vettern Sittich und Kaspar von Berlepsch verkaufte.

## Geistliche Würdenträger
Mehrere Angehörige der Familie traten in den geistlichen Stand.
- Drei von ihnen wurden im Kloster Breitenau Abt oder Gegenabt:
  - Hermann von Wolfershausen, Gegenabt, erwähnt 1260
  - Johann von Wolfershausen, Abt, erwähnt 1377, 1380
  - Heinrich V. von Wolfershausen, Abt, erwähnt 1407, 1412, 1414
- Gertrud von Wolfershausen war Priorin des Klosters Ahnaberg in Kassel; sie wird im September 1299 als verstorben bekundet.[81]
- 1313 ist Sophie von Wolfershausen als Nonne des Augustinerinnenklosters Merxhausen bekundet.[82]